# Gladde zaagpootspinnendoder
De gladde zaagpootspinnendoder (Priocnemis cordivalvata) is een vliesvleugelig insect uit de familie van de spinnendoders (Pompilidae). De wetenschappelijke naam van de soort is voor het eerst geldig gepubliceerd in 1927 door Haupt.